# Joan Soler i Janer

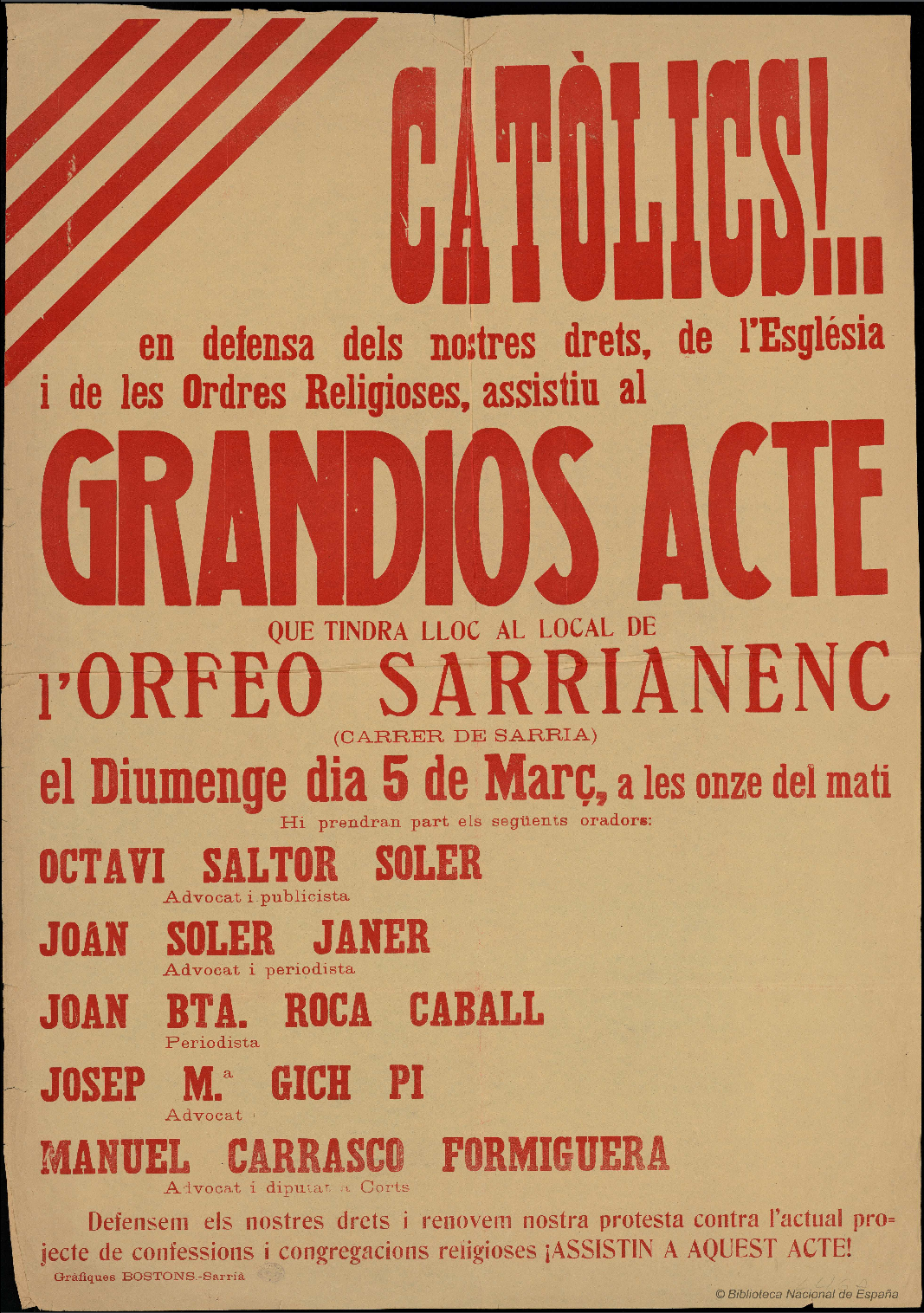
Cartell d'anunci d'un míting de suport al catolicisme, l'Església i els ordes religiosos amb la seva intervenció (1933).

Joan Soler i Janer (Sant Pere Pescador, 6 d'abril de 1897 - Barcelona, 7 de maig de 1967) va ser un periodista, jurista i polític català.

## Trajectòria
Nascut el 6 d'abril de 1897 a la localitat altempordanesa de Sant Pere Pescador, va cursar els estudis de batxillerat a Figueres, i la llicenciatura de Dret a la Universitat de Barcelona. L'any 1922 va entrar com a redactor del principal diari carlista de Catalunya, El Correo Catalán, que dirigia Miquel Junyent, ocupant el 1926 els càrrecs de secretari de redacció i cap d'informació política. L'any 1932 substituiria a Junyent com a director del periòdic, càrrec que mantindria al llarg de gairebé tota la Segona República Espanyola, fins que l'any 1935 va ser reemplaçat per Josep Cabaní i Bassols.
El 1931 va ser un dels inspiradors del setmanari tradicionalista Reacción, que s'imprimia als tallers del Correo Catalán. Va ser candidat a diputat a les eleccions generals espanyoles de 1933 per la candidatura dretana Defensa Ciutadana i a les eleccions municipals de 1934 va sortir escollit com a regidor de l'Ajuntament de Barcelona representant a la Lliga Catalana. Aquell mateix any també va dirigir un altre setmanari tradicionalista, de vida efímera, titulat Altaveu.
Va participar com a orador en diversos mítings de propaganda de Comunió Tradicionalista a Catalunya, previs al cop d'Estat de juliol de 1936. Quan va esclatar la Guerra Civil Espanyola, va creuar el front i es va unir al bàndol franquista, prestant importants serveis en l'organització de «Fronts i Hospitals». Després de la guerra, va exercir d'advocat a Barcelona i va ser jutge del Tribunal tutelar de menors.

## Obres
- Tomás Caylá Grau: ejemplo y guía de patriotas. Su vida y su muerte (1938)